# Баварский крем

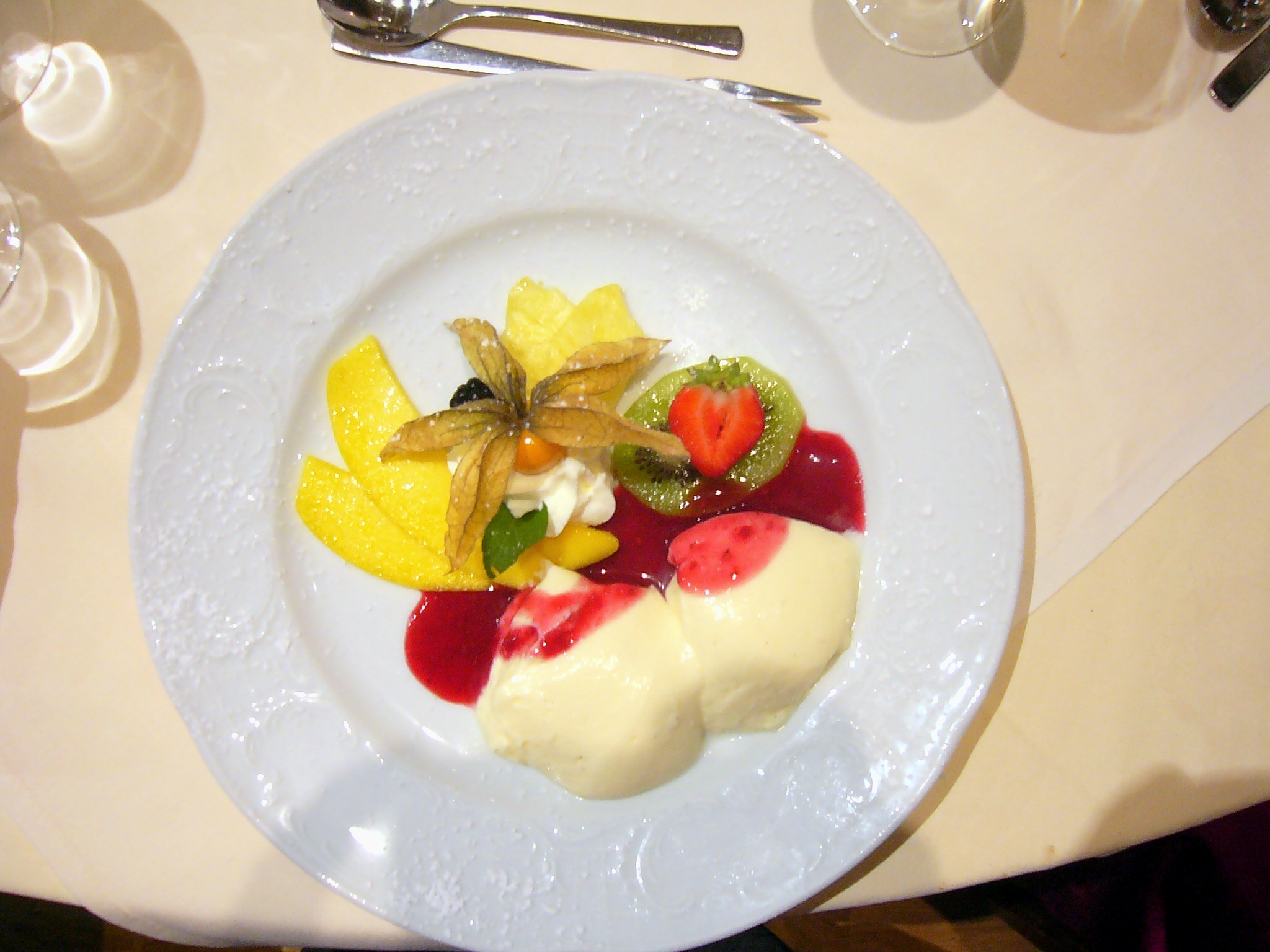
Баварский крем

Баварский крем, или баваруа (от фр. bavarois) — сладкое блюдо немецкой кухни из молока, загущенного яйцами и желатином или рыбьим клеем, с добавлением взбитых сливок. Смесь застывает в холодной форме, из которой вынимается при подаче. Более ранние версии, иногда называемые «баварский сыр», не включали яйца. Напоминает кастард, но вместо муки и кукурузного крахмала используется желатин или рыбий клей, часто приправленный ликёром.

## История
Баварский крем — это классический десерт, входивший в список блюд, приготавливаемых известным поваром Мари Антуаном Каремом, которого иногда называют создателем блюда. Название крему было дано в начале XIX века в честь Баварии или, что более вероятно в истории высокой кухни, в честь особенно выдающегося баварца, такого как Виттельсбах.
В Соединенных Штатах баварский крем впервые появился в кулинарных книгах Бостонской кулинарной школы Д. А. Линкольна в 1884 году и Фанни Фармер в 1896 году.

## Приготовление и подача
Перед самым схватыванием желатина в баварский крем для пышности добавляются взбитые сливки, затем он заливается в форму, настоящий баварский крем обычно заливается в рифленую форму, охлаждается до затвердения, и перед подачей переворачивается на сервировочную тарелку. Покрыв предварительно охлажденную форму фруктовым желатином, можно добиться эффекта глазури. Повреждения блюда при извлечении из формы можно скрыть взбитыми сливками, нанесенными с помощью кондитерского мешка. В США баварский крем принято подавать прямо в форме, в которой он был охлажден, подобно французскому муссу. В такой подаче Эскофье рекомендовал готовить баварский крем в «форме для тимбаля или глубоком серебряном блюде, которое затем окружают дроблёным льдом».
Крем можно подавать с фруктовым соусом, малиновым или абрикосовым пюре.
Баварский крем используют для начинки изысканных шарлоток. Хотя из-за густоты его трудно использовать в кондитерском мешке, он может заменить кондитерский крем в качестве начинки для пончиков. Американские «пончики с баварским кремом» вопреки названию наполнены разновидностью crème pâtissière (заварной крем), а не настоящим баваруа.